# Árabe sírio
O árabe sírio (em árabe: اللهجة السورية) é uma variante levantina do árabe falada na Síria. Na Síria há duas zonas dialetais mais significativas: a central, de Damasco a Hama, e a setentrional, na região de Alepo. No Leste, principalmente nos distritos de Al Hasakah, Ar Raqqah e Deir ez Zor, são faladas variantes do árabe iraquiano e do árabe do norte da Mesopotâmia, não considerados, porém, como variantes do árabe sírio.
Pode ser considerado um dialeto do árabe, sendo uma mistura desta língua com o persa.
As características que bem identificam o árabe sírio e que também no se encontram no árabe libanês e no árabe palestino urbano estão:
- pronúncia do -ah final como "é";
- pronúncia do qaf como oclusiva glotal, de maneira semelhante ao árabe egípcio, único dos árabes levantino e egípcio.

## Escrita
O árabe sírio usa o alfabeto árabe com as mesmas 29 consoantes da forma básica desse alfabeto. Porém, os símbolos para sons vogais são 16 contra somente 12, entre vogais propriamente mais símbolos diversos, do árabe básico.